# سالواتوره جاکولینو
سالواتوره جاکولینو (انگلیسی: Salvatore Jacolino؛ زادهٔ ۲۴ دسامبر ۱۹۵۰) بازیکن فوتبال اهل ایتالیا است.
از باشگاه‌هایی که در آن بازی کرده‌است می‌توان به باشگاه فوتبال ترنانا، باشگاه فوتبال یوونتوس، باشگاه فوتبال پیاچنزا، باشگاه فوتبال برشا، و باشگاه فوتبال اسپال اشاره کرد.